# Henning von Stralenheim
Henning von Stralenheim, född 1663 och död 15 september 1731, var generalguvernör i Zweibrücken. Han blev friherre von Stralenheim den 27 juli 1699 och Tysk-Romersk riksgreve 1706.
von Stralenheim var gift två gånger, första gången med friherrinnan Nikolea Catharina Veronika von Hackelberg (1663-1731, dotter till friherre Julius von Hackelberg och Elsa von der Borck), och andra gången med Sofia af Vasaborg. Hans barn i andra giftet fick svenska regeringens tillstånd att upptaga predikatet Wasaborg, och från sonen Gustaf Henning von Stralenheim härstammar riksgrevliga ätten von Stralenheim-Wasaborg i Alsace (Oberbronn) och Bayern (utdöd 1867).